# De Smurfen op vakantie
De Smurfen op vakantie is een Belgische cd van de Smurfen. Het album werd gemaakt in 2012 en kwam binnen in de hitlijsten op 23 juni 2012. De meeste nummers op het album zijn covers van nummers van andere artiesten, waarbij de teksten zijn vervangen door andere, smurf-gerelateerde teksten.

## Tracklist
Hieronder een overzicht van de nummers op het album. Tussen haakjes de titel van het oorspronkelijke nummer.
1. Het Is Zomer (Michel Teló - Ai Se Eu Te Pego)
2. Smurfenkapitein (Gusttavo Lima - Balada Boa)
3. Vakantieliefje (Carly Rae Jepsen - Call Me Maybe)
4. Smurfensafari (Flo Rida - Wild Ones)
5. Waar Is De Bus (Christoff - Sweet Caroline)
6. Ik Smurf Je Mee (Gers Pardoel - Ik neem je mee)
7. In Smurfenland
8. Zo Rood Als Een Tomaat (The Underdog Project - Summerjam)
9. Ik Wil Niet Meer Op Reis
10. Ik Moet Zo Nodig (Tom Waes - Dos cervezas)
11. Dippie Dap
12. Eyo Smurf (K3 - Eyo!)